# Paphinia herrerae
Paphinia herrerae är en orkidéart som beskrevs av Dodson. Paphinia herrerae ingår i släktet Paphinia och familjen orkidéer. Inga underarter finns listade i Catalogue of Life.

## Bildgalleri

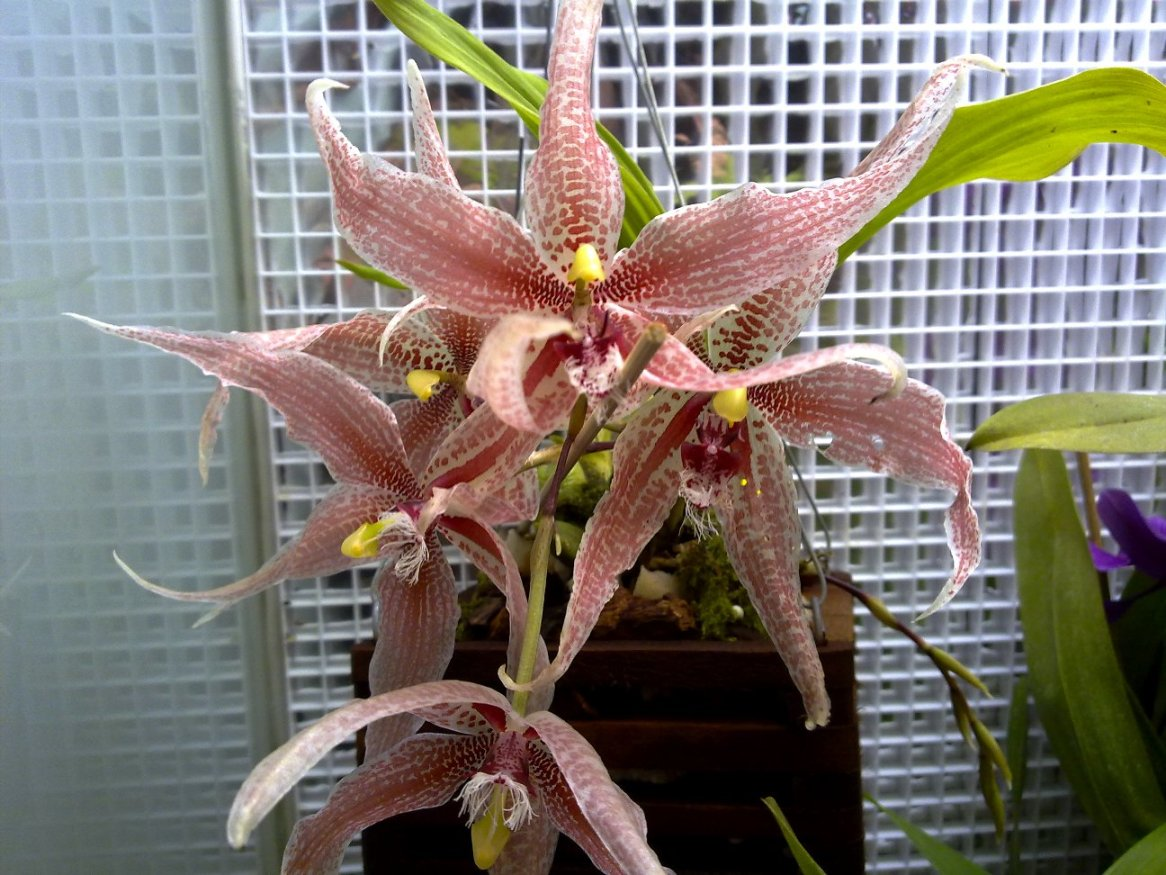
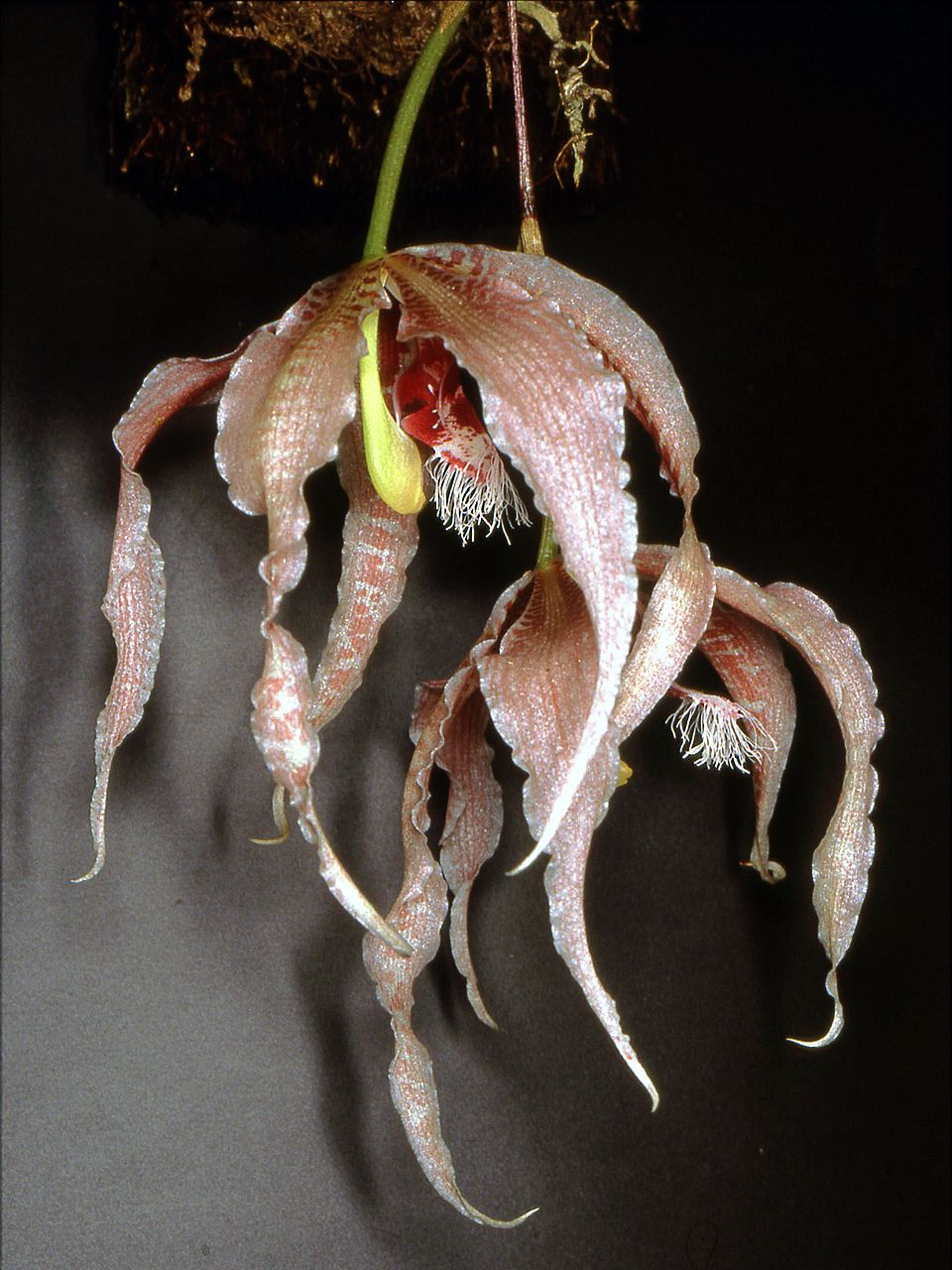
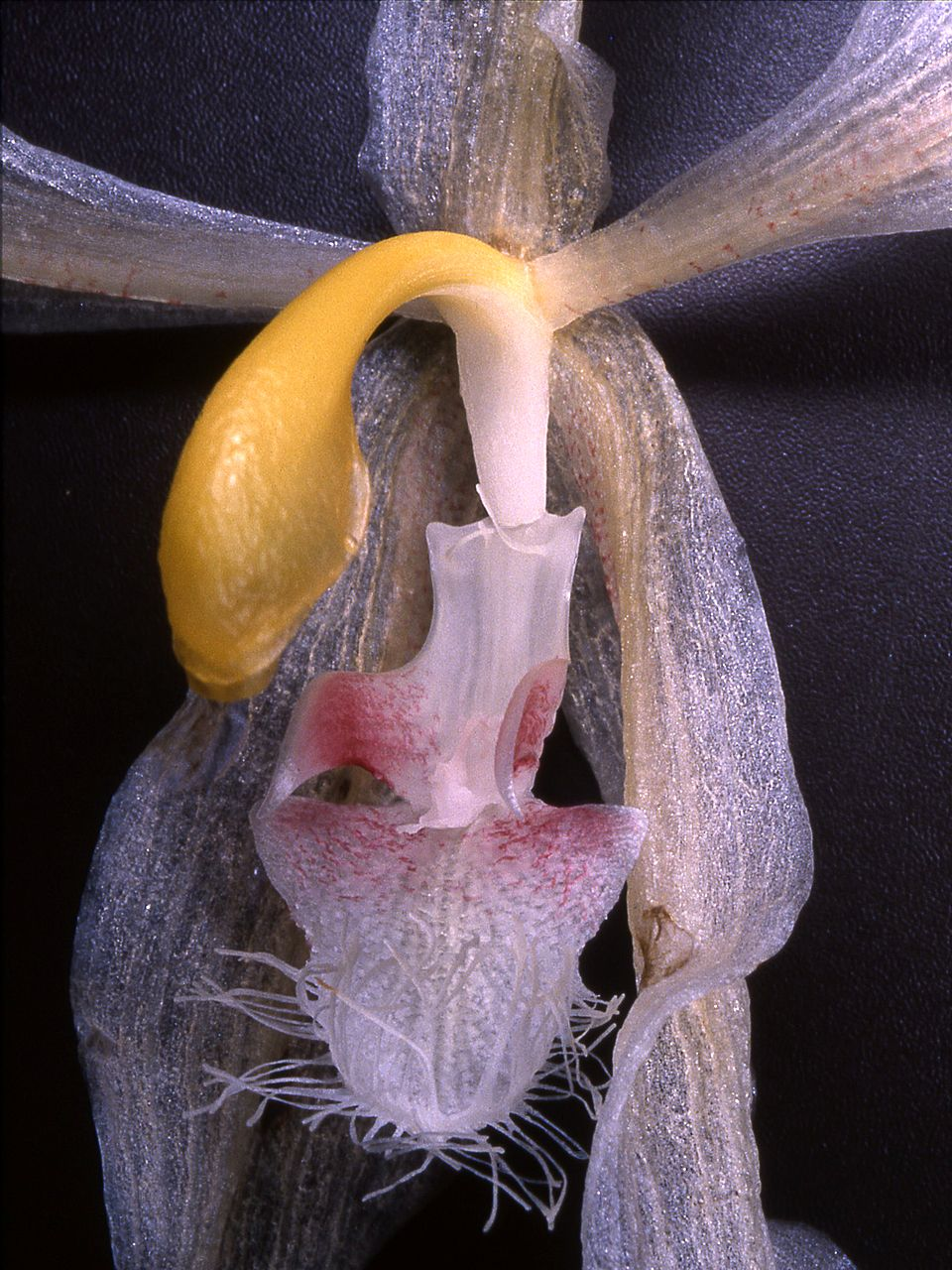